# Teichhaus

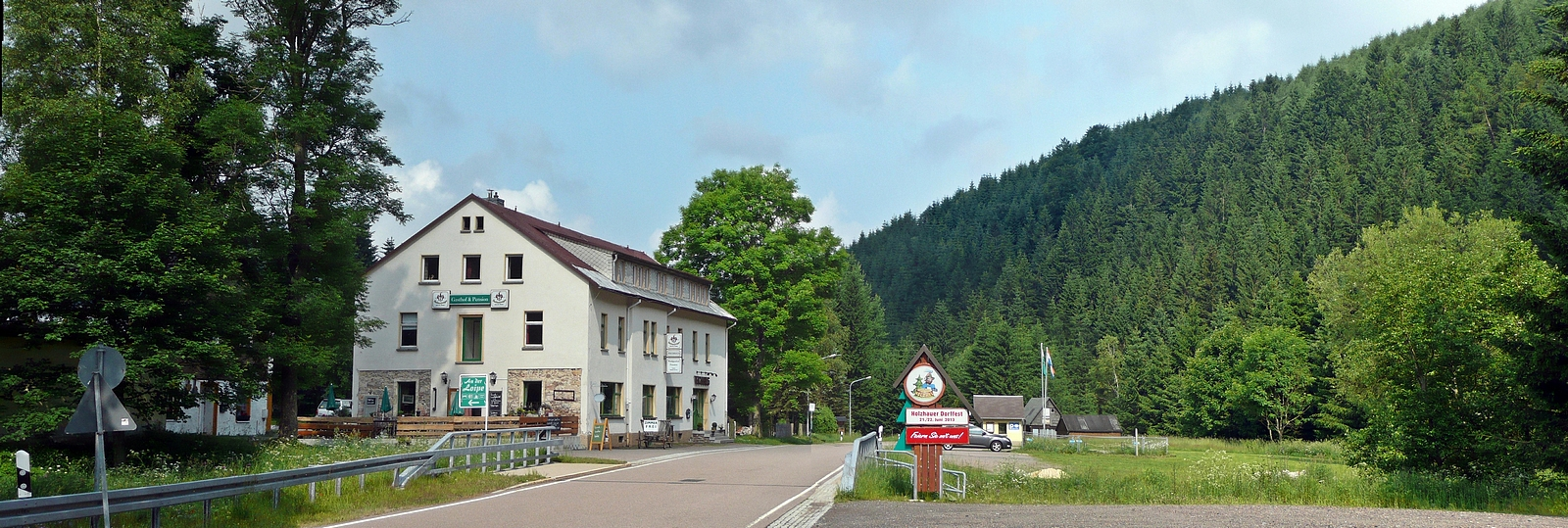
Blick auf das Gasthaus „Teichhaus“, heutiger Kern der gleichnamigen kleinen Siedlung

Das Teichhaus ist eine Häusergruppe, die sich im Tal der oberen Freiberger Mulde etwa drei Kilometer östlich von Holzhau nahe der Grenze zu Tschechien befindet.

## Geschichte

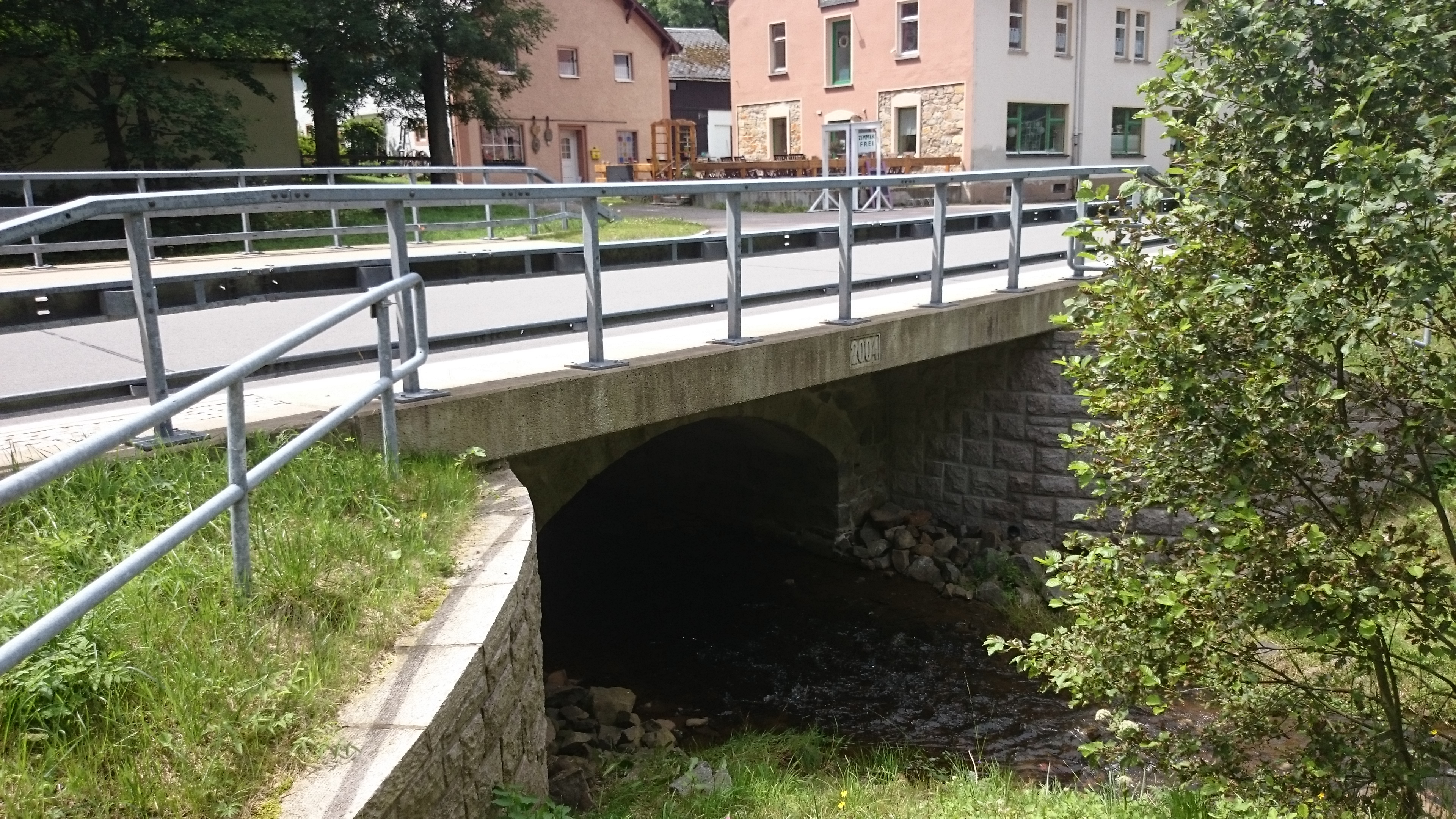
Freiberger Mulde auf Höhe des Weilers Teichhaus

Die Geschichte der kleinen Siedlung ist im Zusammenhang mit dem Holzbedarf des Berg- und Hüttenwesens (Grubenholz und Holzkohle zur Verhüttung) im Freiberger Revier zu sehen. Bereits seit mind. 1438 wurde auf der Freiberger Mulde Holz nach Freiberg und Brand-Erbisdorf geflößt. Nachdem die Wälder in der nahen Umgebung der beiden Bergbauorte gerodet waren, verlagerte sich die Holzgewinnung schrittweise entlang der Freiberger Mulde flussaufwärts zum Kamm des Osterzgebirges.
Am 8. Juli 1534 kaufte Herzog Georg von Sachsen von Caspar von Purschenstein das Waldgebiet oberhalb des späteren Doppelortes Rechenberg-Bienenmühle zur Holzgewinnung. Auf dem Rodeland entstand wenig später die Siedlung Holtz Hawe (Holzhau).
1549 wird davon berichtet, dass das unweit der böhmischen Grenze geschlagene Holz vom dort gelegenen sogenannten Alten oder Schwarzen Teich im Tal des Hirschbaches auf der Freiberger Mulde abgeflößt wurde.
Zur Sicherung der Wasserversorgung der Flößerei waren entlang der Mulde mehrere Teiche angelegt worden. Der erste, ca. 1 Hektar große Teich befand sich unweit der böhmischen Grenze und wurde als Grenzteich oder Grenz-Floß-Teich bezeichnet. An ihm entstand 1582 das Einzelgut Teichhaus als Wohnhaus des Floßmeisters. Es wurde zudem von Holzfällern und Fuhrleuten als Einkehr genutzt. Es war anfangs ein Einzelgebäude, das an der Nordseite über einen kleinen Anbau verfügte, der sich unmittelbar über dem kleinen Steinbach befand, der am Teichhaus vorbeifloss.
1604 kam es wegen andauernder Grenzstreitigkeiten zwischen Sachsen und Böhmen zu einer Grenzregulierung bezüglich des sogenannten Kriegsstücks, wobei der Hirschbach als Grenzlinie festgelegt wurde, so wie die Grenze heute noch verläuft. Durch die neue Grenzziehung verlor das Teichhaus durch den Grenzzaun am östlichen Deichdamm des Floßteiches Grund und Boden an das Königreich Böhmen. Ursprünglich reichten die Feldgrundstücke des Teichdammes bis zur Mahlmühle im böhmischen Moldau, an die noch heute der Mühlweg erinnert.
Das Teichhaus erlitt 1632 im Dreißigjährigen Krieg beträchtliche Schäden, ca. 3000 Schragen Floßholz verbrannten.
Ende des 18. Jahrhunderts umfasste das Gut bereits drei Gebäude. Das Gelände des Teichhauses gehörte zunächst zu Hermsdorf. 1791 war das Teichhaus zum Amt Frauenstein gehörig. Im Jahr 1875 lag die Verwaltung bei der Amtshauptmannschaft Dippoldiswalde. Zu dieser Zeit bestand hier bereits eine kleine Häusergruppe, die nach Hermsdorf gepfarrt war.
Am Teichhaus führten von alters her zwei Straßen vorbei, wobei die eine aus dem böhmischen Teplitz kam und die zweite aus Moldau, am Fuß des Brandberges entlang. Für den Holztransport wurde der Fahrweg über den Teichdamm genutzt.
Ab 1826 bis mindestens zum Jahr 1832 erfolgte mit mehreren längeren Unterbrechungen die Kameralvermessung mit der Aufnahme der Freiberger Mulde vom Teichhaus an der sächsisch-böhmischen Grenze bis zu deren Mündung in die Zwickauer Mulde durch Wilhelm Gotthelf Lohrmann.
Die Muldenflößerei kam 1884 völlig zum Erliegen, als die neugebaute Bahnstrecke Nossen–Moldau mit ihrem Anschluss nach Böhmen in Betrieb ging. Nun übernahm die Eisenbahn die Holz- und Kohletransporte aus den böhmischen Wäldern in den Freiberger Raum. Im Zuge des Bahnbaus musste der Grenzteich dem neuen Bahndamm weichen. Neben dem Bahndamm entstand eine neue Talstraße von Bienenmühle über Rechenberg nach Holzhau. Zwischen 1890 und 1898 entstand an dieser Muldentalstraße eine neue, Teichhaus genannte Gastwirtschaft durch die bisherigen Besitzer Göhler. Das alte, teilweise bereits verfallene Teichhaus erwarb 1926 der Sportverein „Turnlust“ aus Dresden und baute es zu einer Ferienunterkunft aus, die im Unterschied zum Teichhaus an der Talstraße den Namen Altes Teichhaus führte.

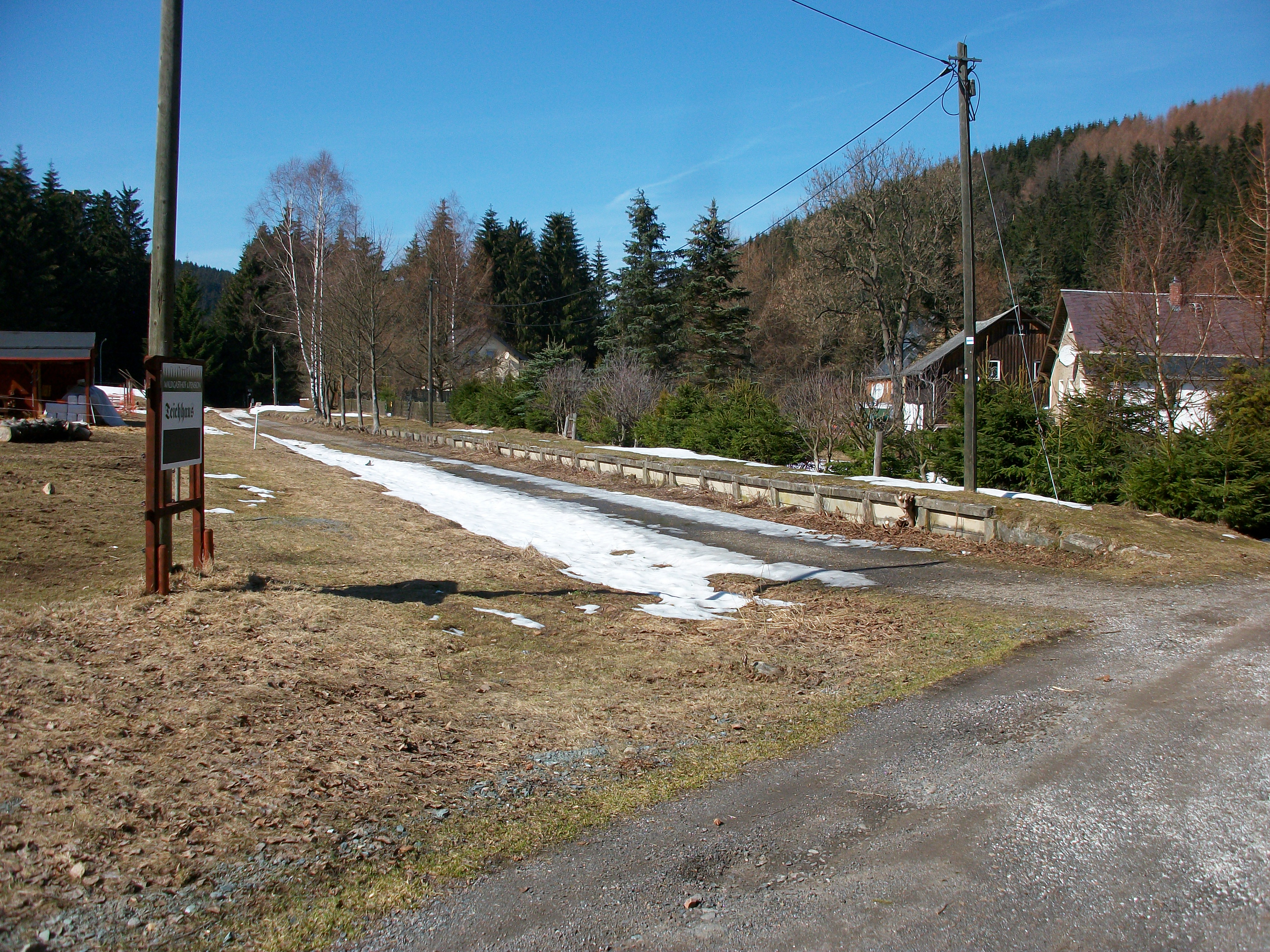
Der ehemalige Bahnsteig des Haltepunktes Teichhaus neben dem heutigen Wanderweg der Deutschen Einheit

Der Haltepunkt Teichhaus ging am 29. September 1963 in Betrieb, als der Tourismus im Osterzgebirge nach dem Zweiten Weltkrieg einen neuen Aufschwung nahm. Einwohner aus Teichhaus und Holzhau errichteten den Bahnsteig und die Zuwege im Rahmen des Nationalen Aufbauwerks. Der Eisenbahnverkehr zwischen Holzhau und Hermsdorf-Rehefeld wurde am 7. Februar 1972 eingestellt, nachdem der grenzüberschreitende Verkehr bereits seit 1945 ruhte. Die am Teichhaus gelegene Eisenbahnbrücke über die Straße nach Moldava wurde 1973 für den DEFA-Spielfilm „Schüsse in Marienbad“ gesprengt.
1949 wurde das neue Teichhaus nach Holzhau umgemeindet und 1952 Teil des neu gebildeten Kreises Brand-Erbisdorf. 1960 verkaufte der Eigentümer Rudi Göhler das Teichhaus an den VEB Vakutronik Dresden. Dieser Betrieb baute das Gebäude aus und nutzte es als Ferienheim. Nachdem der Betrieb in dem VEB Robotron-Meßelektronik Dresden aufgegangen war, wurde das Teichhaus als Betriebsferienheim „Otto Schön“ genutzt. Die Nutzung als Betriebsferienheim endete 1990. Das Gebäude wird heute als Waldgasthof und Pension genutzt.
Über Teichhaus verläuft der Wanderweg der Deutschen Einheit von Görlitz nach Aachen und die Osterzgebirgsloipe / Skimagistrale Erzgebirge/Krušné hory.